# Сарр, Мариан
Мариан Сарр (нем. Marian Sarr; родился 30 января 1995 года в Эссене, Германия) — немецкий и гамбийский футболист, защитник.

## Клубная карьера
Мариан выступал за юношеские и молодёжные команды «Айнтрахт» (Лейте), «Шварц-Вайсс» (Эссен), «Шальке 04» и «Байер 04». В «Байере» Сарр начал выступать во второй команде. В Региональной лиге «Запад» Сарр провёл 10 матчей в первой половине сезона 2012/13.
В январе 2013 года Сарр перешёл в дортмундскую «Боруссию» за 1,5 миллиона евро. Этот переход привлёк большое внимание СМИ и привёл к возобновлению дебатов о «воровстве талантов в футболе». Вторую часть сезона 2012/13 Мариан провёл в молодёжной команде «Боруссии». 20 июля 2013 года Сарр сыграл первый матч в Третьей лиге за второй состав дортмундцев.
11 декабря 2013 года Мариан дебютировал в основной команде «Боруссии», выйдя в стартовом составе в игре Лиги Чемпионов против марсельского «Олимпика». 14 декабря провёл свой первый матч в Бундеслиге, проведя все 90 минут против «Хоффенхайма».
17 июня 2016 года перешёл во вторую команду «Вольфсбурга» выступающую в региональная лиге.

## Карьера в сборной
Мариан выступал за юношеские сборные Германии различных возрастов. В составе юношеской сборной до 17 лет завоевал серебряные награды на Чемпионате Европы 2012 в Словении.
Отец футболиста родился в Гамбии и в 2023 году защитник принял решение выступать за национальную команду этой страны.

## Достижения
«Боруссия» (Дортмунд)
- Обладатель Суперкубка Германии (1): 2013